# Argyrotaenia
Argyrotaenia är ett släkte av fjärilar som beskrevs av Stephens 1852. Argyrotaenia ingår i familjen vecklare.

## Bildgalleri

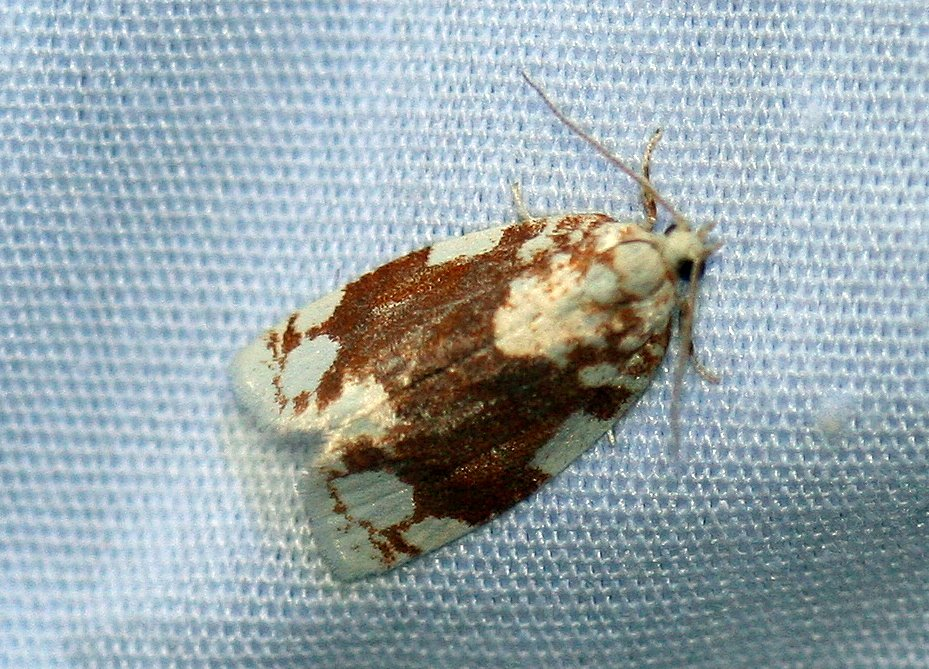
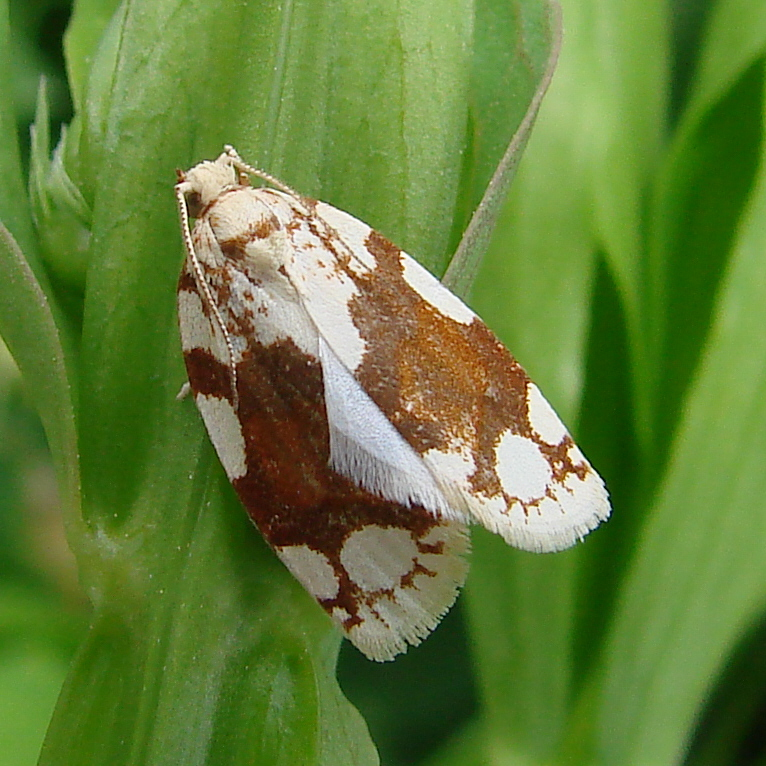
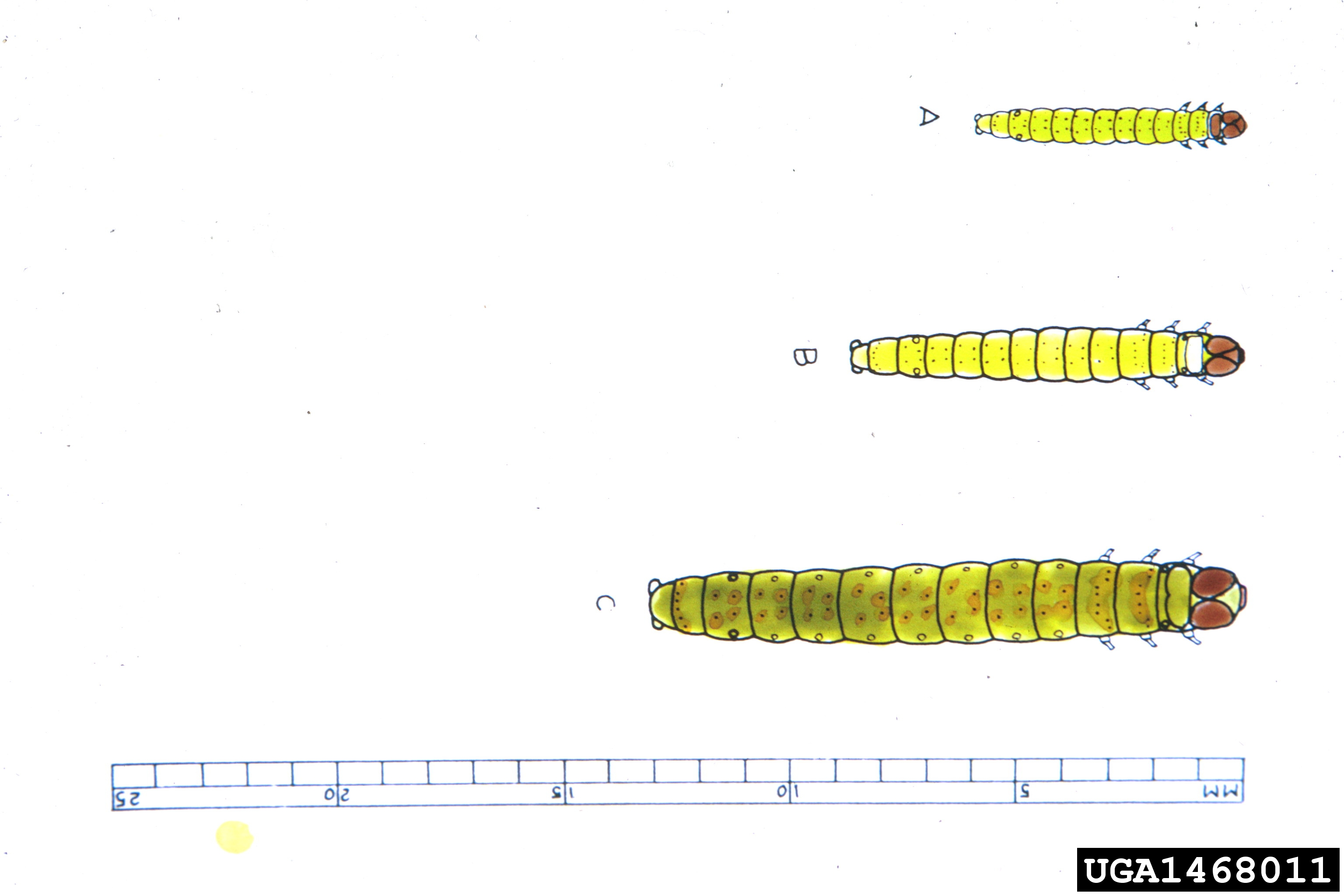
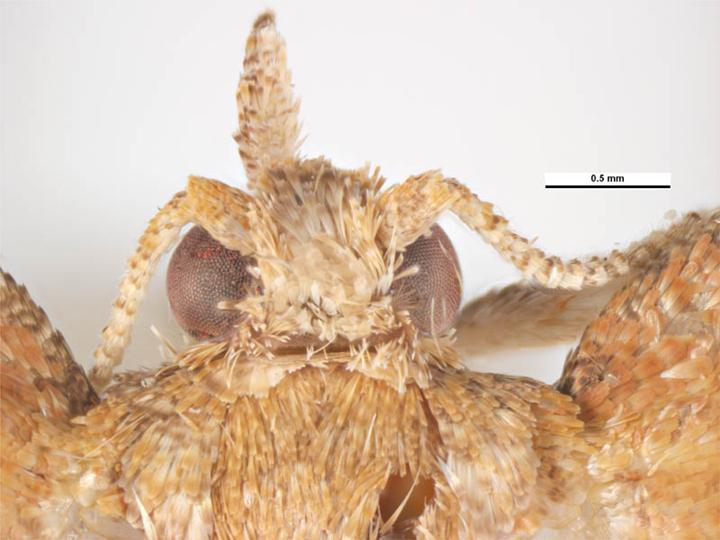
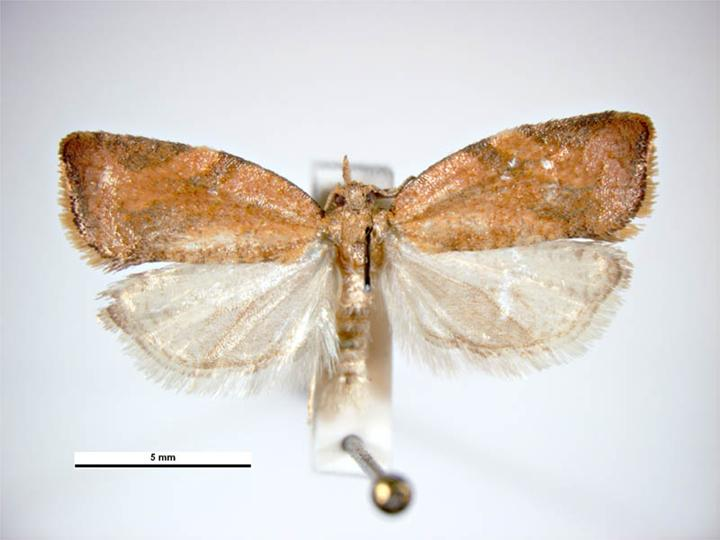
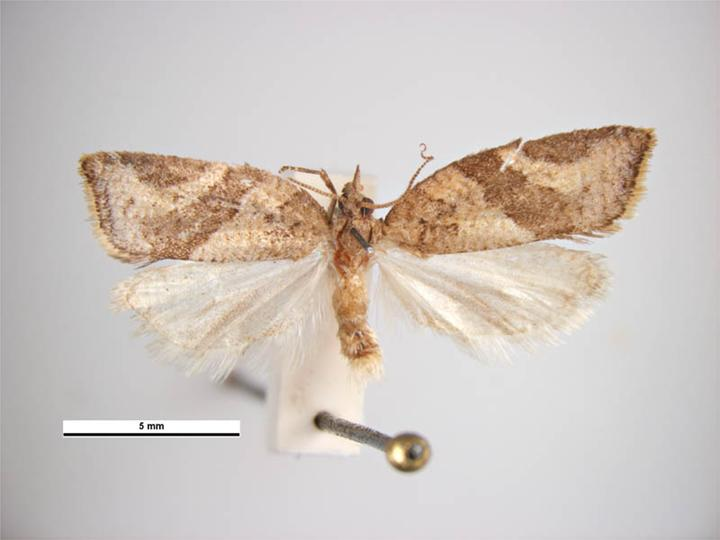

## Dottertaxa tillArgyrotaenia, i alfabetisk ordning[1][2]
- Argyrotaenia alisellana
- Argyrotaenia amatana
- Argyrotaenia artocopa
- Argyrotaenia beyeria
- Argyrotaenia burnsorum
- Argyrotaenia burroughsi
- Argyrotaenia camerata
- Argyrotaenia chioccana
- Argyrotaenia cibdela
- Argyrotaenia citrana
- Argyrotaenia cockerellana
- Argyrotaenia coconinana
- Argyrotaenia cognatana
- Argyrotaenia coloradana
- Argyrotaenia congruentana
- Argyrotaenia cupressae
- Argyrotaenia dichroaca
- Argyrotaenia dimorphana
- Argyrotaenia dorsalana
- Argyrotaenia floridana
- Argyrotaenia franciscana
- Argyrotaenia fuscoliana
- Argyrotaenia gogana
- Argyrotaenia graceana
- Argyrotaenia hemixia
- Argyrotaenia heureta
- Argyrotaenia hodgesi
- Argyrotaenia huachucensis
- Argyrotaenia impositana
- Argyrotaenia improvisana
- Argyrotaenia incertana
- Argyrotaenia insulana
- Argyrotaenia invidana
- Argyrotaenia iopsamma
- Argyrotaenia isolatissima
- Argyrotaenia ivana
- Argyrotaenia juglandana
- Argyrotaenia kearfotti
- Argyrotaenia kimballi
- Argyrotaenia lacernata
- Argyrotaenia lautana
- Argyrotaenia lepidana
- Argyrotaenia liobathra
- Argyrotaenia ljungiana
- Argyrotaenia lobata
- Argyrotaenia lutosana
- Argyrotaenia mariana
- Argyrotaenia martini
- Argyrotaenia micantana
- Argyrotaenia montezumae
- Argyrotaenia nigricana
- Argyrotaenia niscana
- Argyrotaenia occultana
- Argyrotaenia paiuteana
- Argyrotaenia pinatubana
- Argyrotaenia politana
- Argyrotaenia polvosana
- Argyrotaenia ponera
- Argyrotaenia provana
- Argyrotaenia pulchellana
- Argyrotaenia quadrifasciana
- Argyrotaenia quercifoliana
- Argyrotaenia repertana
- Argyrotaenia spaldingiana
- Argyrotaenia sphaleropa
- Argyrotaenia sylvana
- Argyrotaenia tabulana
- Argyrotaenia triferana
- Argyrotaenia trifurculana
- Argyrotaenia tristriata
- Argyrotaenia urbana
- Argyrotaenia velutinana